# Parafia św. Józefa Oblubieńca w Świdnicy
Parafia św. Józefa Oblubieńca Najświętszej Maryi Panny w Świdnicy – rzymskokatolicka parafia znajdująca się w dekanacie świdnickim zachodnim diecezji świdnickiej. Była erygowana w 1946 roku. 26 sierpnia 2012 roku parafia została przekazana ojcom paulinom. 24 października 2016 roku bp Ignacy Dec podniósł kościół parafialny do godności sanktuarium.
Pierwszym proboszczem i kustoszem sanktuarium był o. Samuel Pacholski OSPPE. Od 11 lipca 2022 r. proboszczem jest o. Rafał Kwiecień OSPPE.